# Archibald Kennedy (11e comte de Cassilis)
Archibald Kennedy, 11e comte de Cassilis (avant 1736 - 30 décembre 1794) est un pair écossais qui vivait dans la colonie anglaise de New York qui est devenue une partie des États-Unis. 

## Jeunesse
Kennedy, qui vit à New York au 1 Broadway dans le manoir Kennedy est le fils d'Archibald Kennedy (1685–1763) et de Maria (née Walter) Schuyler Kennedy (1689–1764). 
Sa mère, une fille du maire Robert Walter et de Catharine Leisler (une fille du gouverneur colonial de New York Jacob Leisler, connu pour son rôle dans la rébellion de Leisler), est brièvement mariée et veuve d'Arent Schuyler avant son mariage avec son père. 
Son père, descendant direct du deuxième fils de Gilbert Kennedy (3e comte de Cassilis) (en), meurt en 1763. 

## Carrière
En 1757, il sert comme capitaine dans la Royal Navy. Il possède ce qui est maintenant Liberty Island dans la partie supérieure de la baie de New York au large de Manhattan de 1746 à 1758, l'utilisant comme résidence d'été. 
Le 18 décembre 1792, à la mort d'un cousin éloigné, le 10e comte (décédé sans descendance masculine), Archibald est rappelé de New York au château de Culzean en Écosse pour succéder au comté et devenir le 11e comte de Cassilis, et 13e Lord Kennedy. 

## Vie privée

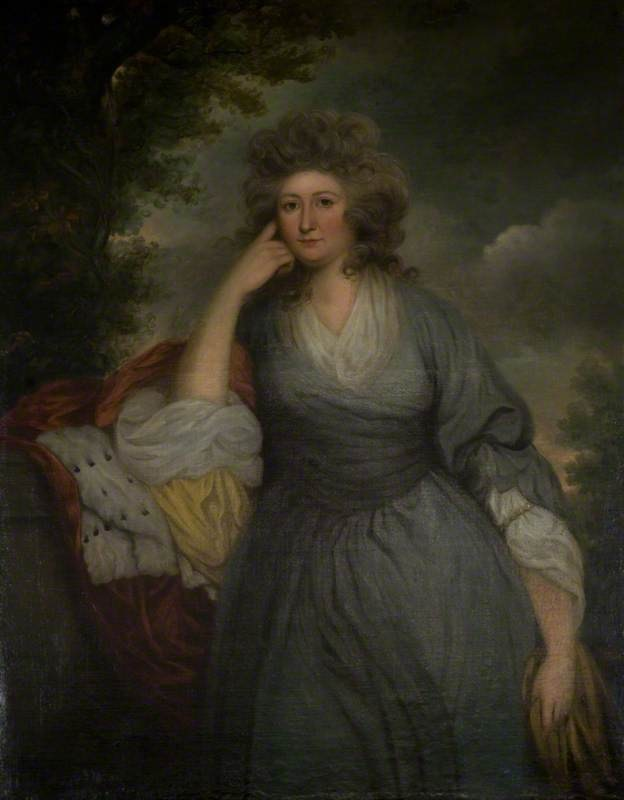
Portrait de sa seconde épouse, Anne Watts, par Mather Brown

Son premier mariage a lieu quelque temps avant juin 1765, avec Katherine Schuyler (1737-1765), fille de Peter Schuyler et petite-fille d'Arent Schuyler, le premier mari de sa mère. Katherine est une enfant unique, elle hérite de tous les biens de son père à sa mort en 1762. Après sa mort en 1765, Kennedy hérite de l'ensemble du domaine. 
Le 27 avril 1769, il épouse en secondes Anne Watts (1744-1793), la fille de John Watts et Ann DeLancey, sœur de John Watts (1749-1836) et petite-fille de Stephen Delancey. Comme sa première femme, Watts est également une descendante de la famille Schuyler. Ils ont trois enfants: 
- Archibald Kennedy (1er marquis d'Ailsa) (1770-1846), qui épouse Margaret Erskine de Dun
- John Kennedy (1771–1859), qui épouse Charlotte Gill, fille de Lawrence Gill, en 1800[4]
- Robert Kennedy (1773-1843), qui épouse Jane Macomb, fille du marchand Alexander Macomb, le 22 mars 1794

Sa femme est décédée le 29 décembre 1793 et il est décédé presque exactement un an plus tard le 30 décembre 1794. 